# Anematidium
Anematidium is een monotypisch geslacht van schimmels dat behoort tot familie Mycosphaerellaceae. Het bevat alleen Anematidium oxiphilum.